# Bemit
Bemit je aluminijev oksid hidroksid s kemijsko formulo (γ-AlO(OH)). Bemit je dimorf minerala diaspora  in sestavina aluminijeve rude boksita. Kristalizita v ortorombskem kristalnem sistemu in ima izrazito masiven habit. Njegova barva je lahko rumena, zelena rjava ali rdeča in je odvisna od vsebnosti nečistoč. V tankih rezinah je brezbarven. Ima steklast do bisern sijaj, Mohsovo trdoto 3 – 3,5 in specifično težo 3,00 – 3,07. 
Pojavlja se v tropskih lateritih in boksitih, ki so se razvili na alumosilikatni podlagi. Pojavlja se tudi kot hidrotermalni razpadni produkt korunda in nefelina. V boksitih ga spremljajo kaolinit, gibsit in diaspor, v nefelinskih pegmatitih pa nefelin, gibsit, diaspor, natrolit in analcim.
Bemit je bil prvič opisan leta 1927 na rudišču boksita Mas Rouge, Les Baux-de-Provence, Francija. Imenovali so ga po kemiku Johannu Böhmu (1895-1952).